# ساندرو نايسفيتش
ساندرو نايسفيتش (بالكرواتية: Sandro Nicević) مواليد 16 يونيو 1976 في بولا، جمهورية كرواتيا الاشتراكية، هو لاعب كرة سلة كرواتي. بدأ مسيرته الاحترافية في سنة 1994. يلعب مع فريق أورلاندينا باسكيت كلاعب وسط. يحمل الرقم 10. يبلغ طوله 6 قدم 11 بوصة (2.1 م). مثّل منتخب بلاده. شارك في دورة الألعاب الأولمبية الصيفية سنة 2008.

## المسيرة الاحترافية
لعب مع سيبونا من سنة 1997 إلى 2001، ثم لعب مع أوليمبيا في سنة 2001، ثم لعب مع لو مان سارت باسكت في الدوري الفرنسي من سنة 2001 إلى 2004، ثم لعب مع إيه إي كي في موسم 2004–2005، ثم لعب مع بالونكيستو مالقا في الدوري الإسباني في موسم 2005–2006، ثم لعب مع لو مان في موسم 2006–2007، ثم لعب مع بشكتاش لكرة السلة في الدوري التركي في موسم 2007–2008.

## روابط خارجية
- ساندرو نايسفيتش على موقع الاتحاد الدولي لكرة السلة (الإنجليزية)
- ساندرو نايسفيتش على موقع الدوري الأوروبي لكرة السلة (الإنجليزية)
- ساندرو نايسفيتش على موقع الدوري الإسباني لكرة السلة (الإسبانية)
- ساندرو نايسفيتش على موقع كرة السلة الأوروبية.كوم (الإنجليزية)
- ساندرو نايسفيتش على موقع ريلجم (الإنجليزية)
- ساندرو نايسفيتش على موقع بروبوليرز (الإنجليزية)
- ساندرو نايسفيتش على موقع سبورتس رفرنس (الإنجليزية)
- ساندرو نايسفيتش على موقع أوليمبيديا (الإنجليزية)